# Lignydesmus tingo
Lignydesmus tingo är en mångfotingart som först beskrevs av Chamberlin 1955.  Lignydesmus tingo ingår i släktet Lignydesmus och familjen kuldubbelfotingar. Inga underarter finns listade i Catalogue of Life.